# WinDVD
WinDVD는 2006년 인터비디오를 사들인 코렐 코퍼레이션이 소유하고 있는 프로그램으로, 마이크로소프트 윈도우에서 동작하는 음악, 동영상 재생을 위한 상용 소프트웨어이다. DVD 비디오 영화를 사용자의 PC에서 볼 수 있게 도와준다. 하드 디스크에 저장된 DVD 비디오 백업 파일들(DVD Decrypter와 같은 소프트웨어를 사용하여 만든 파일들)도 재생할 수 있다. 또, 이 플레이어는 DivX, Xvid, 윈도우 미디어 비디오(WMV), MP3, AAC 오디오와 같은 각기 다른 코덱으로 인코딩된 동영상, 소리 파일을 재생하는 데 사용할 수 있다. 새로 나온 버전에는 CPRM DRM 지원과 더불어 메뉴를 비롯한 블루레이 디스크, HD DVD 재생을 완전히 지원한다.